# Lazar Schukić
Lazar Schukić (uváděn též jako Lazzaro/Lazarus Šukić; 1. dubna 1852 Sremska Mitrovica – 13. října 1938 Terst) byl rakousko-uherský admirál. U c. k. námořnictva sloužil od roku 1870 a od mládí se věnoval technologickým novinkám. Absolvoval několik zaoceánských cest a jako vyšší důstojník byl později velitelem několika bitevních lodí. Svou kariéru završil jako velitel pevnosti Castelnuovo (1905–1907) a arzenálu v Pule (1907–1911). Po odchodu do výslužby získal hodnost viceadmirála (1912).

## Biografie

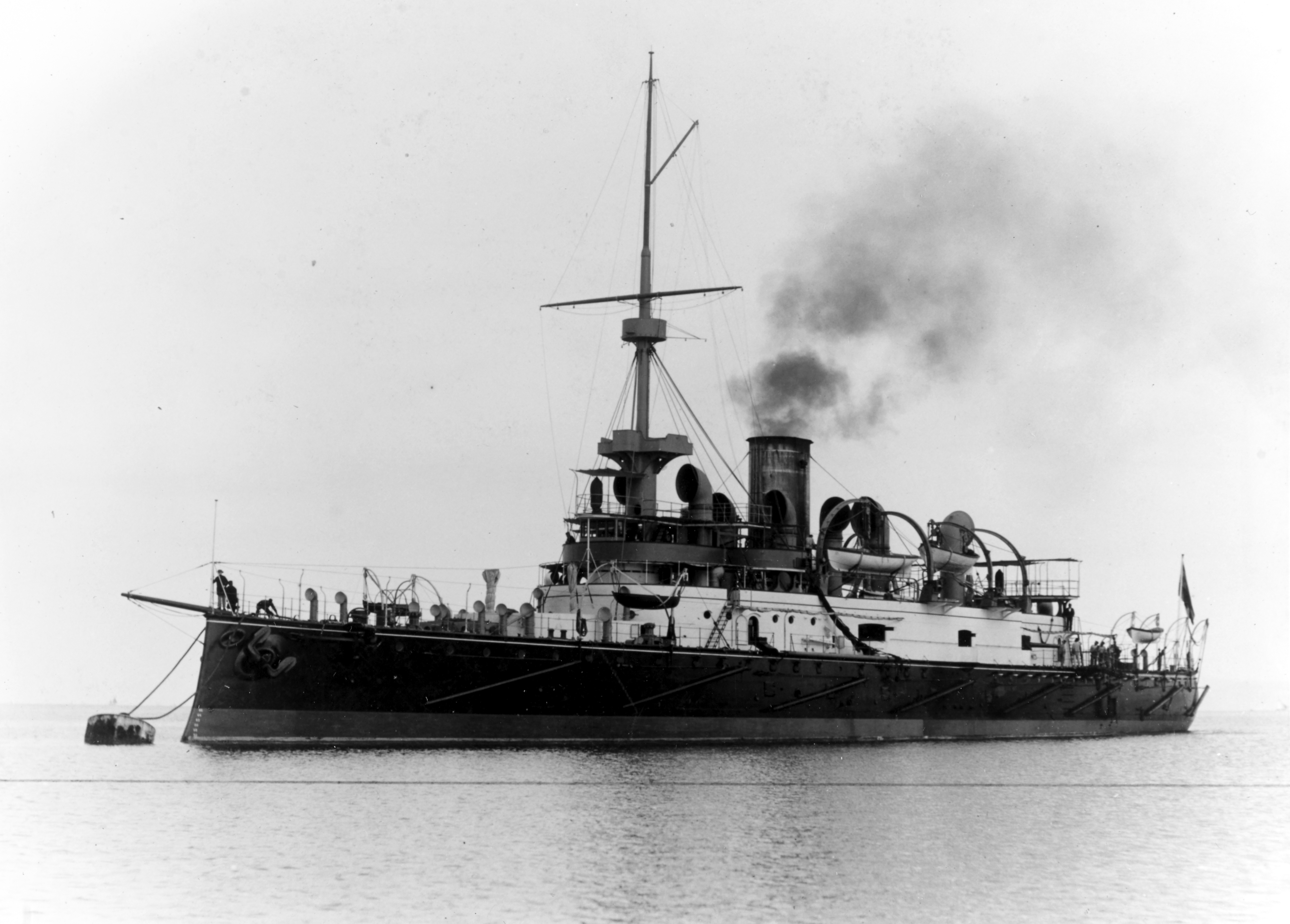
SMS Wien, vlajková loď Lazara Schukiće 1902–1903

Pocházel z rodiny finančního úředníka Atanase Schukiće, matka Maria de Gozze patřila ke staré šlechtě Dubrovnické republiky. Studoval na vojenské škole v Hranicích na Moravě a v roce 1870 vstoupil jako kadet k námořnictvu. Původně byl katolíkem, v roce 1876 konvertoval k pravoslavnému vyznání. Celoživotně se zajímal o moderní technologie a jejich zavádění v námořnictvu, sám se vzdělával a své zkušenosti později zúročil ve vyšších funkcích. Kromě služby na lodích působil u arzenálu v Pule, byl také velitelem jednotek námořní pěchoty a mezitím postupval v hodnostech (poručík II. třídy 1884, poručík I. třídy 1886). V roce 1887 cestoval do Severního moře, kde měl za úkol převzít torpédový člun SMS Meteor postavený v loděnicích v Elblągu. Jako první důstojník na korvetě SMS Donau absolvoval v letech 1894–1895 plavbu do jižní Afriky, Brazílie, Karibiku a New Yorku.

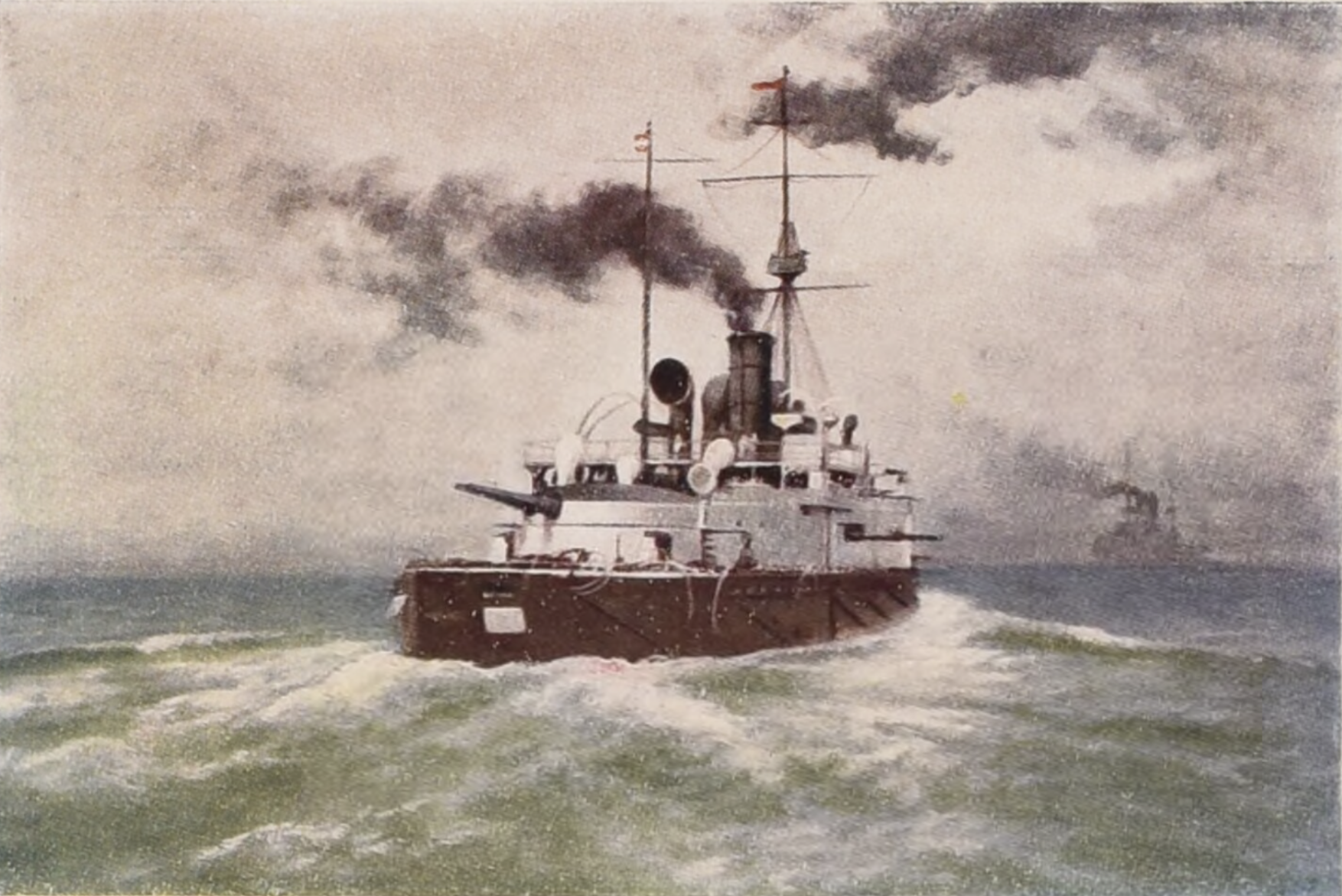
SMS Monarch, vlajková loď Lazara Schukiće 1904

V hodnosti korvetního kapitána (1. května 1896) byl přidělen k velení válečného přístavu v Pule, působil také u Námořního technického výboru nebo u arzenálu v Pule. Kromě toho byl velitelem několika menších lodí a ke dni 1. listopadu 1899 získal hodnost fregatního kapitána. V letech 1901–1902 byl přednostou technického odboru v námořní sekci na ministerstvu války ve Vídni a poté se stal velitelem bitevní lodi SMS Wien (1902-1903). K datu 1. května 1903 byl povýšen na kapitána řadové lodi s přidělením k námořnímu oblastnímu velitelství v Terstu, krátce byl velitelem bitevní lodi SMS Monarch (1904) a v letech 1905–1907 byl velitelem námořní základny Castelnuovo (dnes Herceg Novi v Černé Hoře).
K datu 1. listopadu 1907 byl povýšen na kontradmirála a stal se velitelem arzenálu v Pule (1907–1911). Mezitím od března do září 1909 krátce velel křižníkové flotile, respektive III. divizi, která podnikla cestu na Blízký východ. K datu 1. března 1911 byl penzionován a mimo aktivní službu dosáhl ještě hodnosti viceadmirála (10. ledna 1912).
Po odchodu do výslužby se usadil v Terstu, kde zemřel ve věku 86 let v roce 1938 a byl pohřben na terstském vojenském hřbitově Sant'Anna.
V roce 1919 se oženil s Emilií, rozenou Marno von Eichenhorst (1846–1919), dcerou generálmajora Adolfa Marno von Eichenhorst (1823–1893).

## Řády a vyznamenání
Během služby u námořnictva získal několik vyznamenání v Rakousku-Uhersku i v zahraničí, v roce 1911 mimo jiné obdržel čestné občanství v Terru.

### Rakousko-Uhersko
- Vojenský záslužný kříž (1895)
- Služební odznak pro důstojníky (1895)
- Jubilejní pamětní medaile (1898)
- Řád železné koruny III. třídy (1908)
- Vojenský jubilejní kříž (1908)
- Služební odznak pro důstojníky II. třídy (1910)
- rytířský kříž Leopoldova řádu (1911)

### Zahraničí
- komandérský kříž Řádu Albrechtova (1911, Sasko)